# Kočárkárna
Kočárkárna (též kočárkovna) je místnost sloužící k odstavení dětských kočárků.
Kočárkárny byly standardně umísťovány především v bytových (zejm. panelových) domech, ale byly též budovány v objektech občanské vybavenosti jako mateřské školky, jesle či polikliniky.
Kočárkárna bývá umisťována v přízemí či v suterénu a pomáhá řešit prostorové problémy v malých bytových jednotkách. Umístění kočárku na chodbě totiž porušuje požární předpisy o přístupnosti únikových cest a především zvyšuje riziko rozšíření požáru. Kočárkárna může být umístěna i jako předsazená venkovní konstrukce.
Pokud obyvatelé domu ve společném vlastnictví kočárkárnu (či jiné společné prostory) nevyužívají k původnímu účelu, mohou rozhodnout o změně (např. pronájmu), případně povolit skladování i jiných předmětů (např. jízdních kol).
Kočárkárny vzhledem k své poloze a menšímu zabezpečení bývají cílem zlodějů.